# Francisco Relógio

Francisco Relógio, Mulheres e pássaros, 1960, óleo sobre tela, 100 x 73 cm

Francisco Pedro Relógio (Ficalho, 1926 — Lisboa, 1997) foi um pintor português.

## Biografia / Obra
Em 1939 fixou residência em Lisboa, onde frequentou a Escola Industrial Fonseca Benevides.
A sua obra inicial surge em articulação com o neorrealismo. Explorando fundamentalmente os caminhos do desenho, Relógio definiu, mais tarde, um "hábil formulário gráfico, de lembrança legeriana, para traduzir conteúdos ainda ligados ao neorrealismo […]. As suas figuras, encadeadas numa obsessiva ocupação do espaço, podem jogar decorativamente em grandes superfícies, com efeitos ilusórios por vezes curiosos, num gosto estabelecido entre a «arte nova» e a pop".
Além da pintura,  e desenho trabalhou em ilustração,  cenografia, fez cartões para tapeçaria e painéis de azulejos.
Participou em inúmeras mostras coletivas, nomeadamente na I e na II Exposições de Artes Plásticas da Fundação Calouste Gulbenkian, Lisboa (1957; 1961).
Expôs individualmente na Galeria Pórtico, Lisboa (1958); Casa dos Estudantes do Império, Lisboa (1958); Casa da Imprensa (1959); Galeria Divulgação, Porto (1959); Galeria do Diário de Notícias, Lisboa (1960); Interforma, Lisboa (1970); Galeria S. Francisco, Lisboa (1970); Galeria Alvarez, Porto (1973); Galeria Tempo, Lisboa (1979); Exposição retrospetiva, Galeria Municipal da Amadora (atual Galeria Artur Bual), 1992; etc. 